# Vestlige Karpater
De Vestlige Karpater er en bjergkæde og geomorfologisk provins, der udgør den vestlige del af Karpaterne.
Bjergkæden strækker sig fra bjergkæden de Lave Beskider i de Østlige Karpater langs grænsen til Polen med Slovakiet mod den mähriske region i Tjekkiet og den østrigske Weinviertel. I syd dækker de nordungarske bjerge det nordlige Ungarn. Området med de vestlige Karpater omfatter ca. 70.000 km². Det højeste bjerg er Gerlachovský štít der er 2.655 moh.

## Geografisk definition
Det meste af afgrænsningen af de vestlige Karpater er ret skarpt defineret af dale. Mod nordvest og nord adskilles de fra det Böhmiske massiv af det forekarpatiske lavland og Lillepolen; mod vest fører Den mähriske port over til Sudeterne. Mod syd falder bjergkæden ned mod Pannoniensletten, en stor slette beliggende mellem Alperne, de Dinariske Alper og den største masse af de Østlige Karpater.
Grænsen mellem de vestlige karpater og de østlige alper dannes af Wien-bassinet, Hainburgbakkerne i de små karpater ved Devínporten og et hul, der er skåret ud af Donau . Mod øst og nordøst er bjergene afgrænset af østslovakiske og Sandomierz-bassinerne, men det er mindre markant og passerer gennem højlandsterræn, der fortsætter til de Østlige Karpater.